# Anelaphus subseriatus
Anelaphus subseriatus là một loài bọ cánh cứng trong họ Cerambycidae.